# Хипархов цирк
Хипархов цирк или Хипархов кратер некадашњег месечевог кратера носи име Хипарха, грчког астронома и математичара. Смештен је југоисточно од Синус Медиија у близини централног меридијана видљиве стране Месеца. На југу се налази узвишење гребена кратера Албатегниус, југоистогно се пружа кратер Птоломеј који има величину сличну величини кратера Хипарх. Кратер Хорок се пружа дуж целог североисточног гребена. Кратер Халеј је везан за јужни гребен, а кратер Хинд се пружа на југоистоку. На северу и североистоку се налази кратер Пикеринг, а кратер Сондер се налази на североисточном гребену. Кратер Реомир се налази на југоистоку.

## Тинтин
Хипархов цирк је место где се спустила Тинтинова лунарна ракета у француској верзији албума Ходали смо Месецом и то даје прилику капетану Хадоку и Дипонду да остваре чувени дијалог :
Сунцокрет : Да, господине, за око пола сата, ако све буде у реду, наша ракета ће се спустити на Месечево тло, тамо где сам одабрао : Хипархов цирк…

[…]

Дипонд : Цирк Парк?… Гле, па то је задивљујуће ! Одавно нисмо били у циркусу, зар не Дипонт ?

Дипонт : Да, супер… Али ја нисам знао да постоји циркус на Месецу ! А ви капетане ?

Хадок : Да знао сам. Наравно, то сви знају ! Чак сам чуо да им требају два кловна… Ви баш одговарате !

[…]

Дипонд : Има… Ма та нас особа вређа, тражи му извињење !…

[…]

Дипонт : Тачније, та особа нам се извинила, тражимо увреду !

Дипонд : Ма не, паметњаковићу !… Баш контра !…

Дипонт : А, коначно разумем. Ми смо увредили ту индивиду па му се морамо извинити !…

Хадок : Добро ! Нека буде ! Повлачим што сам рекао !… Цирк Хипарх не тражи два кловна :ви не завршавате посао !… Задовољни ?…

Дипонд : Задовољни…

Дипонт : Ма више него задовољни !…

## Опис
Цирк је кратер који је био објекат промена због каснијих удара. Западни гребен Хипарховог кратера је истрошен ерозијом па само неколико ниских узвишица и страна постоје као сведок прошлости. Источни зид је очуванији али и он је доста еродиран. Две дубоке пукотине пресецају западни зид и пружају се паралелно ка планинском региону центра Месеца.
Тло кратера је делимично поравнато ерупцијом базалтне лаве. Међутим, део југоисточног тла је благо уздигнут и нерегуларнији је од осталог дела. Неколико страна и гребена делимично уздигнутих је све што је остало од централног масива.
Канал назван Рима Реомир иде ка кратеру Реомир.
Тај цирк, равница, прекривен је избачен тлом из мора Имбријум. НАСА га је све до 1969. године планирала као место за спуштање астронаута.

## Кратери сателити
По договору, те формације су означене на Месечевој карти помоћу слова на средишњим тачкама гребена који су најближи Хипарховом цирку.
| Хипарх | Ширина | Дужина | Пречник |
| ------ | ------ | ------ | ------- |
| B      | 6.9° S | 1.7° E | 5 km    |
| C      | 7.3° S | 8.2° E | 17 km   |
| D      | 4.5° S | 2.1° E | 5 km    |
| E      | 4.2° S | 2.3° E | 5 km    |
| F      | 4.2° S | 2.5° E | 9 km    |
| G      | 5.0° S | 7.4° E | 15 km   |
| H      | 5.4° S | 2.3° E | 5 km    |
| J      | 7.6° S | 3.2° E | 14 km   |
| K      | 6.9° S | 2.2° E | 12 km   |
| L      | 6.8° S | 9.0° E | 13 km   |
| N      | 4.8° S | 5.0° E | 6 km    |
| P      | 4.7° S | 2.8° E | 5 km    |
| Q      | 8.5° S | 2.9° E | 8 km    |
| T      | 7.1° S | 3.6° E | 8 km    |
| U      | 6.7° S | 3.6° E | 8 km    |
| W      | 5.0° S | 7.8° E | 5 km    |
| X      | 5.7° S | 4.9° E | 17 km   |
| Z      | 8.5° S | 9.1° E | 6 km    |